# Le coeur battant
Le coeur battant é um filme francês de 1960, do gênero drama, escrito e dirigido por Jacques Doniol-Valcroze.

## Elenco
- Françoise Brion.... Dominique
- Jean-Louis Trintignant.... François
- Pénélope Portrait
- Marc Eyraud
- Suvath Phoeun
- Borany Kassano
- Raymond Gérôme.... Pierre